# 普莱讷夫-瓦勒安德烈
普莱讷夫-瓦勒安德烈（法語：Pléneuf-Val-André，法語發音：[plenœf val ɑ̃dʁe]）是法国阿摩尔滨海省的一个市镇，位于该省东北部，属于圣布里厄区。该市镇总面积17.07平方公里，2009年时的人口为3942人。

## 人口
普莱讷夫-瓦勒安德烈人口变化图示